# Aeroportul St. Landry Parish
Aeroportul St. Landry Parish (IATA: OPL, ICAO: KOPL, FAA LID: OPL) este un aeroport din Opelousas⁠(d), Parohia St. Landry, Louisiana, Louisiana, Statele Unite ale Americii.
Situat la o altitudine de 23 m, aeroportul dispune de 2 piste.

## Infrastructură

### Piste
Aeroportul dispune de 2 piste. Pista 18/36 are suprafața de beton și dimensiunile 5.999 picioare × 100 picioare. Pista 06/24 are suprafața de beton și dimensiunile 4.051 picioare × 100 picioare. 